# Tajiri (Osaka)
Tajiri (田尻町?) è una cittadina giapponese della prefettura di Osaka.